# Oncaea curta
Oncaea curta är en kräftdjursart som beskrevs av Georg Ossian Sars 1916. Oncaea curta ingår i släktet Oncaea och familjen Oncaeidae. Inga underarter finns listade i Catalogue of Life.